# 泰州职业技术学院
泰州职业技术学院，是位于江苏省泰州市凤城河风景区的一所公办普通专科高校，办学50多年。

## 专业设置
- 机电技术学院
- 电子与信息工程系
- 环境与化学工程系
- 管理工程系
- 建筑工程系
- 医学技术学院
- 社会科学系
- 艺术系
- 基础科学部